# FSV 06 Eintracht Hildburghausen
Der FSV 06 Eintracht Hildburghausen ist ein Fußballverein in der südthüringischen Kreisstadt Hildburghausen. Er unterhält drei Männermannschaften und eine Nachwuchsabteilung mit Mannschaften der A- bis F-Junioren. Das im Norden der Stadt gelegene Werner-Bergmann-Stadion, das nach einem aus Hildburghausen stammenden, in den 1950er Jahren aktiven FIFA-Fußballschiedsrichter benannt ist, kann aufgrund von Baumängeln leider nicht mehr genutzt werden. Es verfügt über einen Rasenplatz sowie über eine einseitige Sitztribüne. Etwa 300 m oberhalb wird ein Kunstrasenplatz als Hauptspiel- und Trainingsplatz genutzt.

## Vom Ballspielclub 1906 bis zur BSG Einheit 1950
Der Verein beruft sich in seiner Historie auf den 1906 gegründeten Ballspielclub Hildburghausen, der seine beste Zeit zwischen 1920 und 1930 hatte, als seine Fußballmannschaft zeitweise im Fußballgau Westthüringen spielte. Als nach dem Zweiten Weltkrieg auf Veranlassung der Alliierten 1945 alle Sportvereine aufgelöst wurden, entstand die kommunale Sportgemeinschaft Hildburghausen. Nachdem der ostdeutsche Sport auf das System der Betriebssportgemeinschaften (BSG) neu organisiert wurde, übernahmen in Hildburghausen örtliche Betriebe, die Konsumgenossenschaft und der Rat des Kreises die Sportgemeinschaft und wandelten sie am 23. März 1950 in die BSG Einheit Hildburghausen um. Neben der Sektion Fußball entstanden weitere Sektionen, zum Beispiel für Handball, Radsport und Tischtennis.

## Fußball zwischen Bezirksliga und Bezirksklasse
Die öffentlichkeitswirksame Sektion Fußball kam zunächst nicht über den unterklassigen Spielbetrieb des Bezirkes Suhl hinaus. Erst 1955 gelang mit dem Staffelsieg in der Bezirksklasse der 1. Mannschaft der Aufstieg in die damals viertklassige Bezirksliga Suhl. Die Saison 1956 wurde mit dem 14. und letzten Platz abgeschlossen, sodass die BSG Einheit wieder in die Bezirksklasse zurück musste. Dort spielte man weitere sechs Jahre, ehe 1962 der erneute Aufstieg in die damals noch viertklassige Bezirksliga gelang. Diesmal reichte es für vier Spielzeiten, doch 1966 bedeutete der 13. und vorletzte Tabellenplatz wieder den Abstieg. Es gelang jedoch nach zwei Jahren der Wiederaufstieg, dem weitere drei Jahre zwischen 1968 und 1971 in der Bezirksliga folgten. 1969 hatte die BSG einen Strukturwandel vollzogen. Sie war von dem Werk Schrauben-Kombinat als neuem Trägerbetrieb übernommen worden und führte nun den Namen BSG Motor ESKA Hildburghausen. Die Saison 1971/72 wurde wieder in der Bezirksklasse verbracht, danach wurde die BSG Abonnent für Platz 6 in der Bezirksliga, der zwischen 1973 und 1976 viermal in Folge erreicht wurde. 1977 stieg die Mannschaft zum vierten Mal aus der Bezirksliga ab und konnte dorthin erst wieder 1980 zurückkehren. Danach spielte man relativ erfolgreich, 1981 und 1983 scheiterte man knapp am Gewinn der Bezirksmeisterschaft, jeweils durch Finalniederlagen gegen WK Schmalkalden. Bis zur Einstellung des DDR-Fußballspielbetriebes 1991 konnte sich Hildburghausen in der Bezirksliga behaupten.

## Bezirkspokalsieger und FDGB-Pokal
1971 und 1982 gewann die BSG ESKA den Fußball-Bezirkspokal und qualifizierte sich damit für den DDR-weiten FDGB-Fußballpokal. Die Mannschaft kam jedoch nie über die erste Runde hinaus. 1971 unterlag sie der 2. Mannschaft von Sachsenring Zwickau mit 0:3, 1982 trotzte sie Motor Eisenach nach einem 3:3 in der Verlängerung ein Elfmeterschießen ab, das dann schließlich mit 2:3 verlorenging.

## Neuanfang 1990 mit dem FSV 06 Eintracht
Nach der deutschen Wiedervereinigung und den damit verbundenen wirtschaftlichen Veränderungen löste sich die BSG Motor ESKA 1990 auf und die einzelnen Sektionen bildeten eigenständige Vereine. Die Sektion Fußball gründete den Fußballsportverein 06 Eintracht, deren 1. Mannschaft in die neue Bezirksliga Thüringen eingestuft wurde. Zwischen 2001 und 2005 spielte der FSV in der damals 7. Liga (Landesklasse). 2005 stieg die Mannschaft wieder in die Bezirksliga ab, erst 2008 gelang die Rückkehr in die Landesklasse Thüringen Staffel Süd, die die siebthöchste Spielstufe in der Ligenhierarchie des deutschen Fußballs darstellt.